# Östra militärdistriktet (Ryssland)

Östra militärdistriktet, med gul färg

Emblem

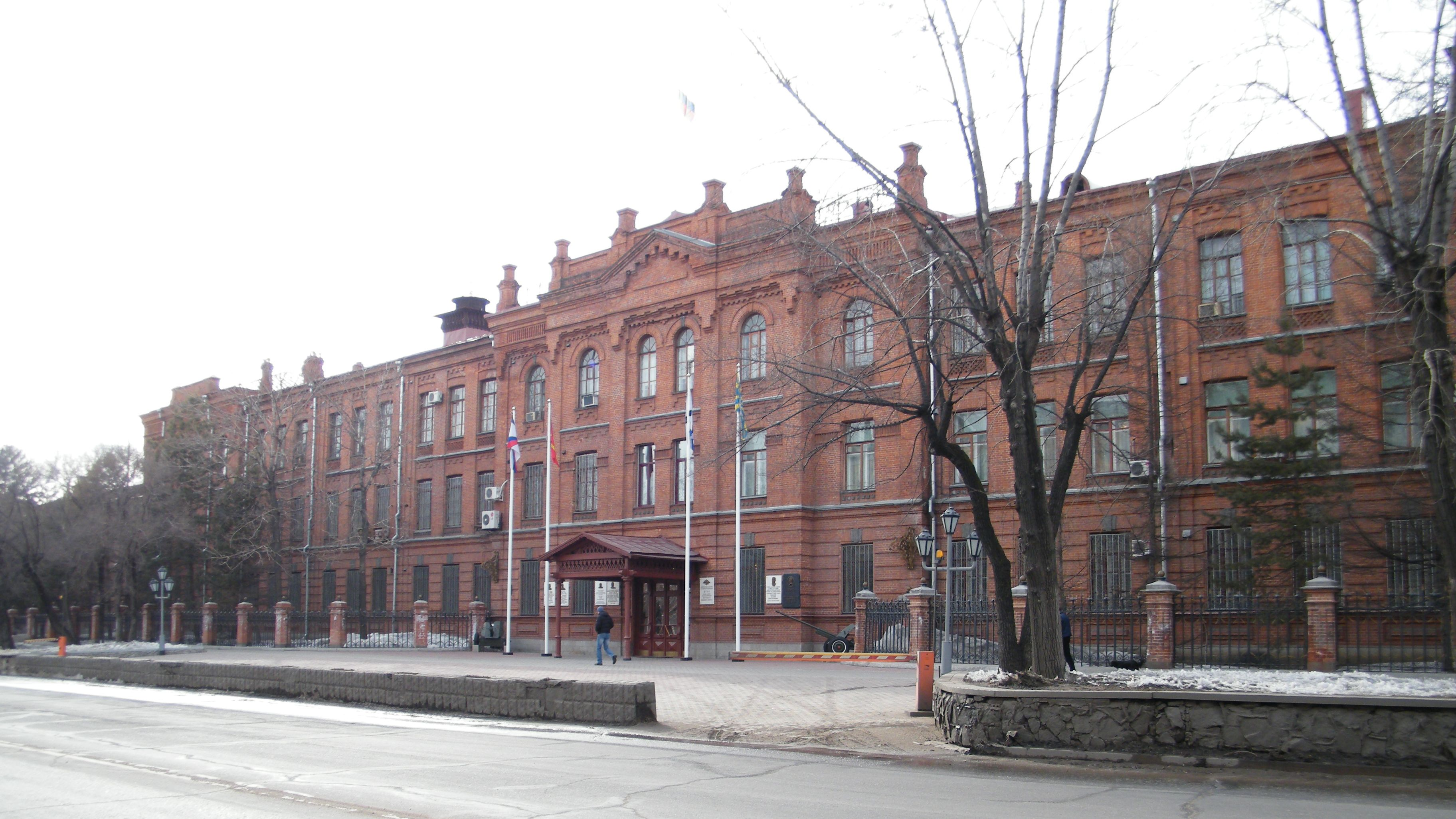
Östra militärdistriktets högkvarter i Chabarovsk

Östra militärdistriktet (ryska: Восточный военный округ: Vostotjnyj vojennyj okrug) är ett av Rysslands fem militärdistrikt. Militärdistriktet bildades 2010 som ersättare för Fjärran Österns militärdistrikt, med utvidgning med Transbajkaldelen av Sibiriens militärdistrikt. Högkvarteret ligger i Chabarovsk.
Östra militärdistriktet är det näst största till ytan och täcker 7.000.000 km². Det omfattar tolv federationssubjekt: Amur oblast, Burjatien, Tjuktjien, Judiska autonoma länet, Kamtjatka kraj, Chabarovsk kraj, Magadan oblast, Primorje kraj, Sacha, Sachalin oblast och Zabajkalskij kraj.
Militärdistriktets befälhavare ha kommando över alla militära enheter inom distriktets geografiska område, med undantag av Rysslands strategiska robotstridskrafter och Rysslands luft- och rymdförsvarsstridskrafter. 

## Militära enheter

### Enheter på operativ nivå
- 5:e kombinerade armén
- 29:e kombinerade armén
- 35:e kombinerade armén
- 36:e kombinerade armén
- 29:e kombinerade armén
- 68:e armékåren
- 11:e flyg- och luftförsvarsarmén
- Stillahavsflottan (med högkvarter i Vladivostok

### Kommando och kontroll
- 104:e kommando- och kontrollbrigaden i Chabarovsk
- 14:e Spetsnaz-brigaden

## Ledning

### Befälhavare
- Amiral Konstantin Sidenko (2010–2013)
- Generalöverste Sergej Surovikin (2013–2017)
- Generallöjtnant Aleksandr Lapin (april–november 2017 (tillförordnad))
- Generalöverste Aleksandr Sjuravljov (2017–2018)
- Generalöverste Gennadij Zjidko (2018–2021)
- Generalöverste Aleksandr Tjajko (2021–juni 2022)
- Generallöjtnant Rustam Muradov (oktober 2022– )

### Stabschefer/Förste ställföreträdare
- Generallöjtnant Sergej Surovikin (2012–2013)
- Generallöjtnant Aleksandr Lapin (2014–2017)
- Generallöjtnant Aleksandr Tjajko (2017–2018)
- Generalöverste Sergej Kuralenko (2018–2020)
- Generallöjtnant Jevgenij Nikiforov (2020–december 2022)

### Ställföreträdare
- Viceamiral Sergej Alekminskij (2014–2019)
- Generallöjtnant Andrej Serdjukov (2019–2020)
- Generallöjtnant Michail Nosulev (2020– )